# Grenze zwischen Botswana und Südafrika

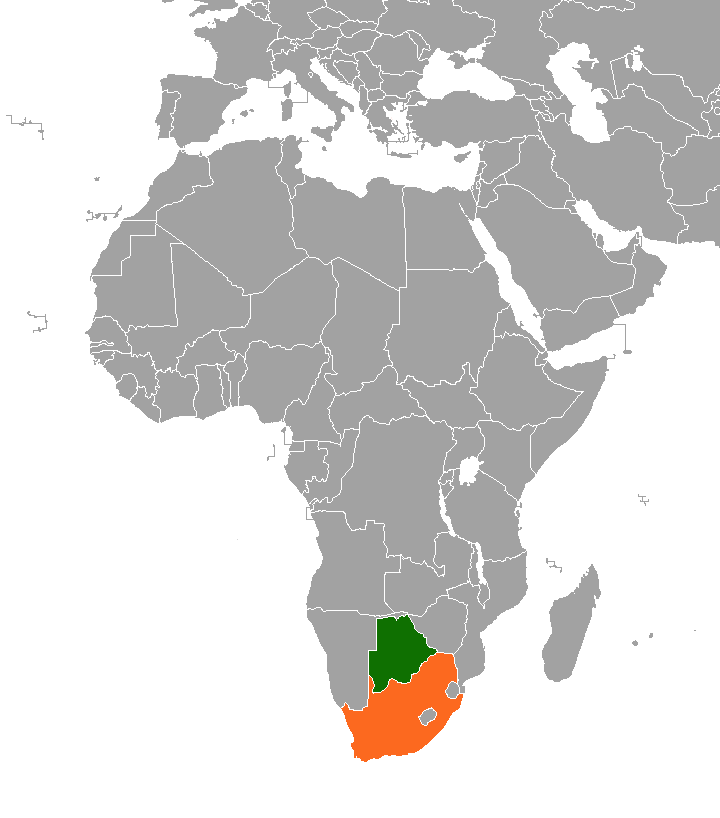
Der Grenzverlauf zwischen Südafrika (orange) und Botswana (grün)

Die Grenze zwischen der Republik Botswana und der Republik Südafrika ist mehrere hundert Kilometer lang und verläuft in einem zusammenhängenden Abschnitt. Sie beginnt im Osten am Dreiländereck mit Simbabwe, wo der Shashe in den Limpopo-Fluss einmündet, und endet im Gebiet der Kalahari am Grenzdreieck mit Namibia.

## Geographie

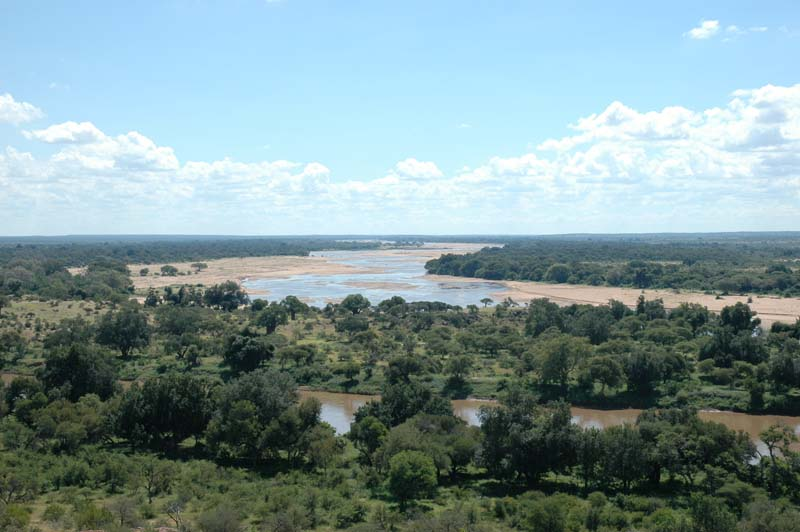
Am Dreiländereck im Mapungubwe-Nationalpark. Der Fluss von links nach rechts ist der Limpopo; der Fluss, der am Horizont verschwindet, ist der Shashe. Botswana links im Bild

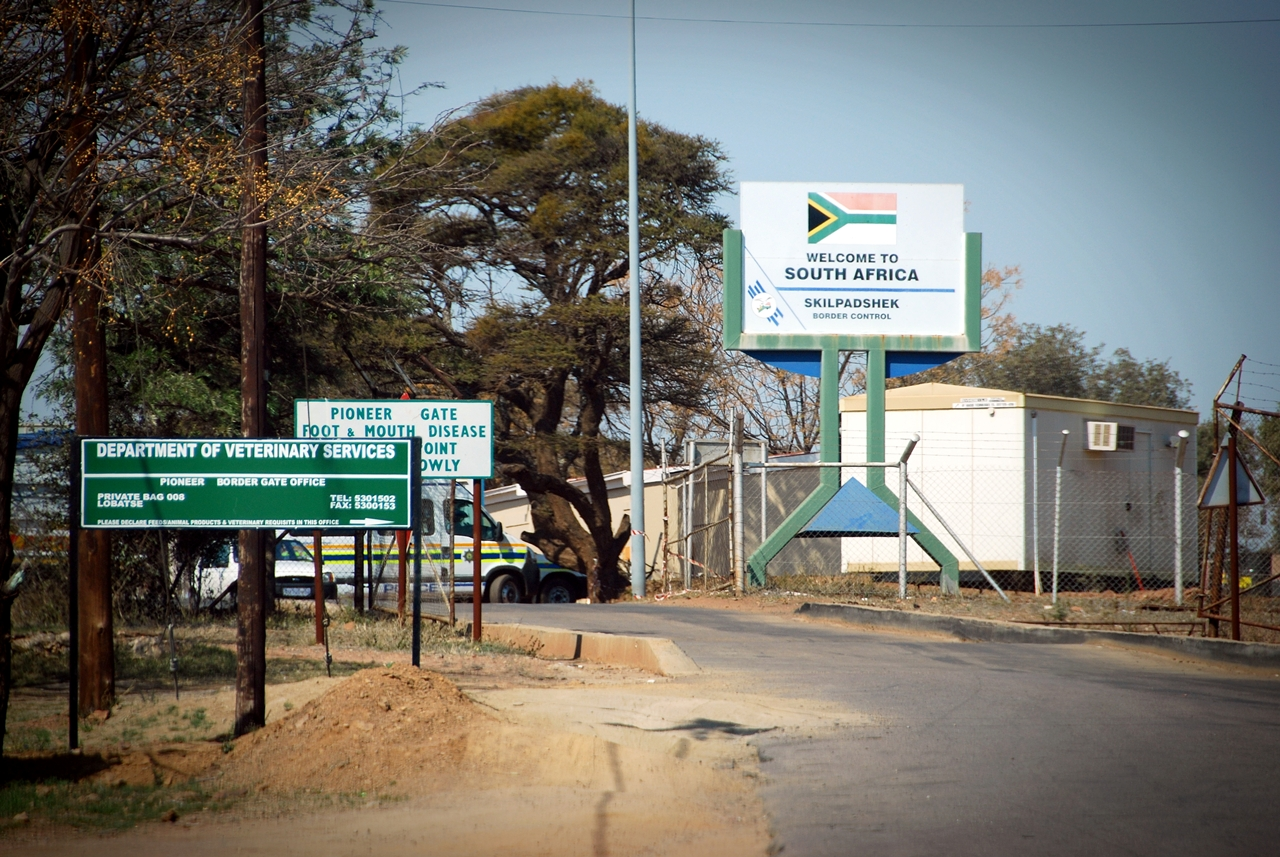
Grenzübergang von Skilpadshek mit Blick auf die südafrikanische Seite

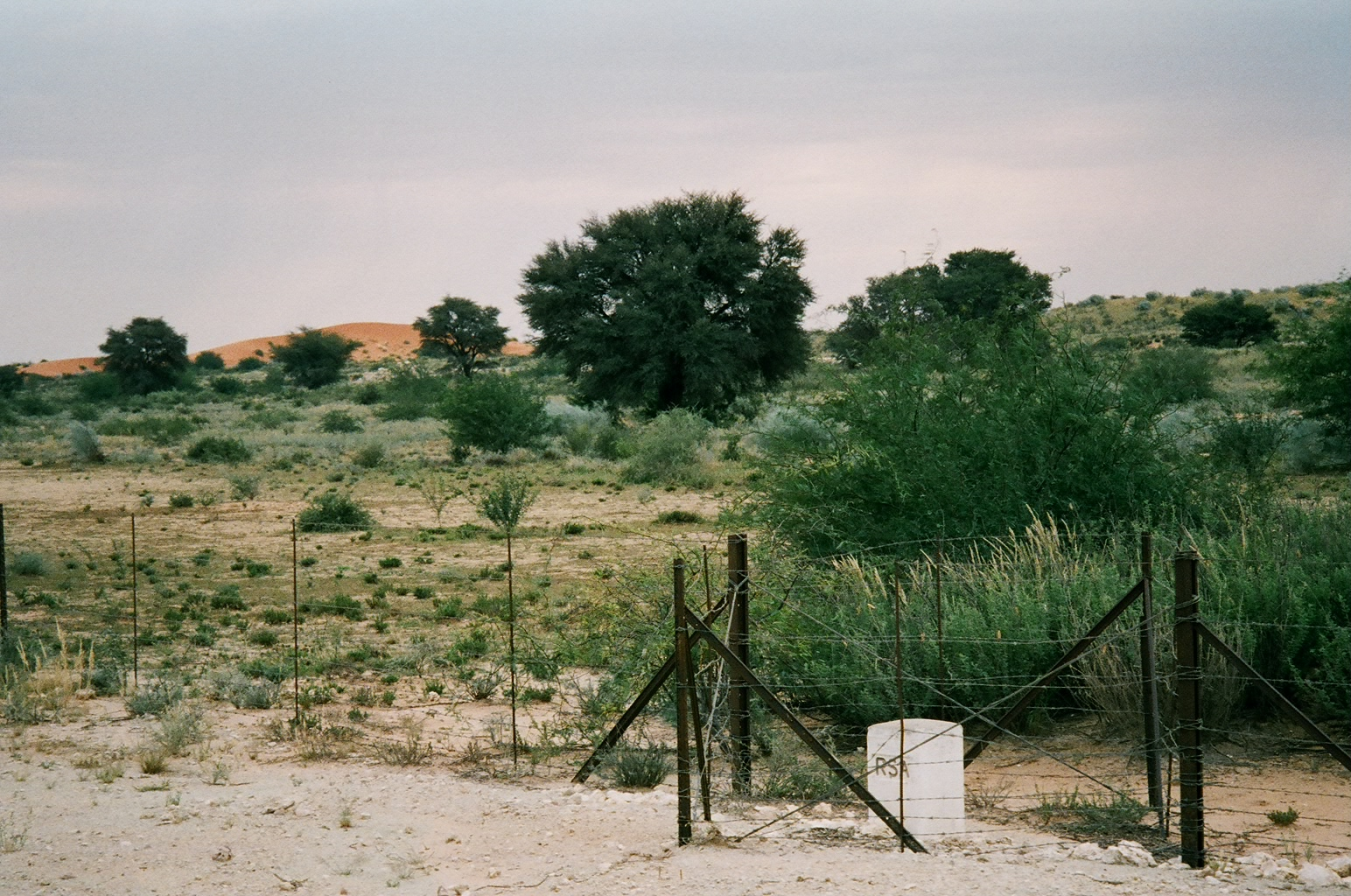
Grenzverlauf im Trockenbett des Nossob Rivier zwischen Twee Rivieren und Gemsbok

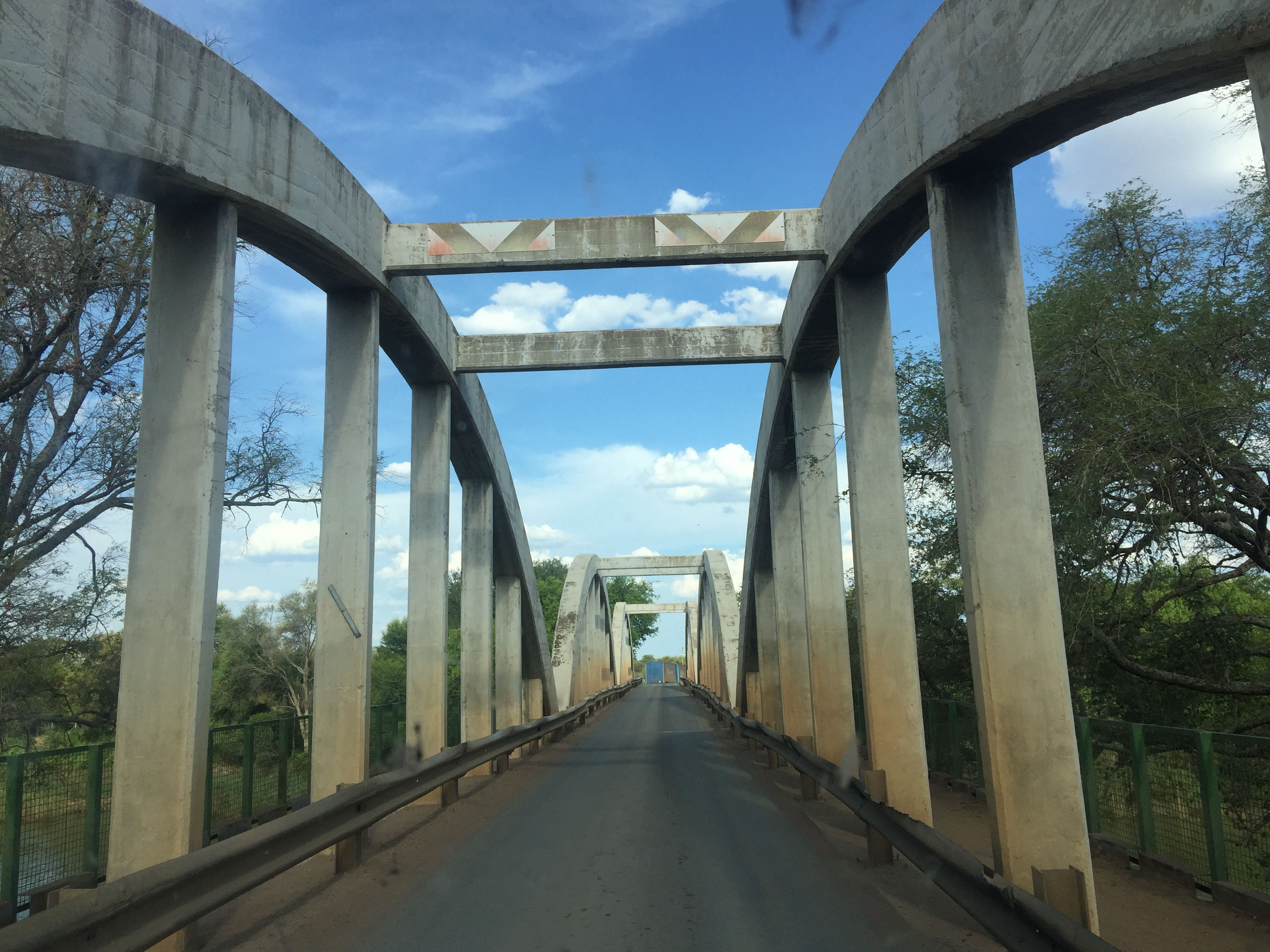
Brücke am Grenzübergang Martin’s Drift

### Grenzverlauf
Den östlichsten Punkt der gemeinsamen Grenze beider Staaten, am Limpopo gelegen, bildet ein Dreiländereck im Mapungubwe-Nationalpark zwischen den Staatsgrenzen Südafrikas mit Simbabwe und Botswana. Von diesem Punkt aus verläuft die Grenze mit dem Flusslauf in Richtung Südwesten und dabei allen seinen Windungen folgend.
Nach der Einmündung des Crocodile, der so benannte Oberlauf des Limpopo, wird die Grenzlinie durch den Lauf des Marico bestimmt, der sich – zu seiner Quelle hin – bei dem botswanischen Grenzort Sikwane nach Süden wendet und dabei seinen Charakter als Grenzfluss verliert. Nun zieht sich die gemeinsame Grenze in Richtung Gaborone hin, ohne dabei die botswanische Hauptstadt zu berühren, und schwenkt südwestlich des Gaborone Dam in dessen Zulauf, den Notwane ein. Von dieser Region wird die Grenze durch eine nahezu südlich in Richtung Südafrika führende Eisenbahnstrecke mit wechselndem Abstand zu ihr begleitet. Einige Grenzabschnitte verlaufen hier streng geradlinig durch die Landschaft.
An der südlichen Flanke des Staatsgebietes von Botswana, etwa ab dem Grenzübergang von Ramatlabama, folgt die gemeinsame Staatsgrenze dem Lauf des Molopo, der nur zeitweilig Wasser führt. Dadurch erreicht sie weit nördlich der südafrikanischen Stadt Upington den südlichsten Punkt von Botswana, an dem sich der kleine Ort Bokspits befindet.
Der westliche Grenzabschnitt erstreckt sich durch das aride Kalaharigebiet in Richtung Norden, bei den Siedlungen Bokspits (BW) und Gemsbok (RSA) beginnend. Der Grenzverlauf liegt im Trockenbett des Nossob und hat seinen Endpunkt am Territorium von Namibia im Dreiländereck mit Botswana bei der Lokalität Union’s End. Dort befindet sich eine Informationstafel für Touristen. Es gibt hier keinen Grenzposten und die Durchfahrt nach Namibia ist durch einen Metalldrahtzaun versperrt, von wo die unbefestigte Landstraße M39 heranführt. Dieser Grenzabschnitt durchzieht auf seiner gesamten Länge hierbei den Kgalagadi-Transfrontier-Nationalpark.
Die gemeinsame Staatsgrenze bildet zugleich die Grenze der südafrikanischen Provinzen Limpopo, North West und Northern Cape einerseits sowie den botswanischen Distrikten Central, Kgatleng, South East, Southern und Kgalagadi andererseits.

### Verkehrsverbindungen
Zur Querung der Grenze für den Straßenverkehr gibt es mehrere Grenzübergänge. Ein Teil von ihnen führt über Brücken, weil die Grenze auf einem großen Teil ihrer Gesamtlänge mit Flussläufen identisch ist.
Die Eisenbahnstrecke Kapstadt–Francistown überschreitet in Ramatlabama parallel zur Fernstraße die Staatsgrenze und wird von den Botswana Railways sowie von Transnet Freight Rail für Frachtguttransporte genutzt. Botswana exportiert auf diesem Wege überwiegend mineralische Rohstoffe, von denen die Kohle aus den Abbaugebieten bei Mmamabula den Schwerpunkt einnimmt und über das Heavy-Haul-Logistiksystem von COALlink auch zum Kohleterminal in den Hafen Richards Bay gelangt. Eine kürzere grenzüberschreitende Schienenverbindung nach Lephalale im südafrikanischen Kohlerevier des Waterberggebiets ist geplant.

### Wassergewinnung aus Grenzflüssen
In Grenznähe auf botswanischer Seite befindet sich der Gaborone Dam, ein Stausee mit der Hauptzuflussmenge aus dem südlich auf kurzer Distanz als Grenzfluss verlaufenden Notwane. Unweit des Notwane und damit in der Grenzzone, befindet sich ein dazugehörendes Vorstaubecken, das vom Taung River bzw. Ngotwane gespeist wird. Dieser bildet für einen kurzen Abschnitt in Richtung Süden die Grenze und durchfließt auf südafrikanischem Territorium den Ngotwana-Stausee (Lehurutshe Dam) in der Ramotshere Moiloa Local Municipality, dessen Quellgebiet bei der Siedlung Dinokana an der N4 liegt.

## Grenzübergänge
Es gibt zwischen beiden Staaten mehrere offizielle Grenzübergänge, die Fern- und Regionalstraßen sowie eine Eisenbahnstrecke betreffen.
Die Grenzübergänge Ramatlabama/Ramatlabama und Pioneer Gate/Skilpadshek sind wirtschaftlich und touristisch bedeutsamen Verkehrskontroll- und Zollerfassungsstellen zwischen beiden Staaten, da die hier verlaufenden internationalen Verkehrswege zu den stark frequentierten Ost-West und Nord-Süd-Fernverbindungen zählen.
| Botswana                    | Botswana                                    | Südafrika | Südafrika                             | Anmerkungen | Koordinaten                                                                                            |
| Straße                      | Grenzübergang                               | Straße    | Grenzübergang                         | Anmerkungen | Koordinaten                                                                                            |
| --------------------------- | ------------------------------------------- | --------- | ------------------------------------- | --- | --- |
| Transit Road                | Pontdrift                                   | R521      | Pontdrif                              | regionaler Grenzübergang ohne Warenabfertigung, 8–16 Uhr geöffnet | Lage in Botswana: 22° 12′ 50,4″ S, 29° 8′ 17,2″ O Lage in Südafrika: 22° 13′ 2,8″ S, 29° 8′ 25,1″ O    |
|                             | Platjan                                     |           | Platjan                               | regionaler Grenzübergang, 6–18 Uhr geöffnet | Lage in Botswana: 22° 29′ 5,7″ S, 28° 49′ 53,3″ O Lage in Südafrika: 22° 29′ 11″ S, 28° 50′ 6,2″ O     |
|                             | Zanzibar                                    | R561      | Zanzibar                              | regionaler Grenzübergang, 8–16 Uhr geöffnet | Lage in Botswana: 22° 34′ 3,6″ S, 28° 28′ 15,4″ O Lage in Südafrika: 22° 34′ 25″ S, 28° 28′ 5″ O       |
|                             | Martin’s Drift, Martinsdrift, Martins Drift | N11       | Grobler’s Bridge, Groblersbrug        | modern ausgebauter Grenzübergang, internationale Frachtabfertigung und Kontrolle des Personenreiseverkehrs, 6–22 Uhr für Frachtabfertigung                                                                                         | Lage in Botswana: 22° 59′ 46,5″ S, 27° 56′ 19,1″ O Lage in Südafrika: 22° 59′ 57,8″ S, 27° 56′ 37,9″ O |
| B145                        | Parr’s Halt, Parrshalt                      | R510      | Stockpoort                            | regionaler Grenzübergang, Die Limpopoflut von 2000 überschwemmte Brücke und angrenzende Straßenverbindungen, infolge dessen der Grenzübergang geschlossen wurde. Brückenbauwerk von 1937 unter Denkmalschutz, neue Brücke geplant. | Lage in Botswana: 23° 24′ 7,9″ S, 27° 21′ 9,5″ O Lage in Südafrika: 23° 24′ 14,2″ S, 27° 21′ 34,5″ O   |
|                             | Sikwane                                     |           | Derdepoort                            | regionaler Grenzübergang, 7–19 Uhr geöffnet | Lage in Botswana: 24° 38′ 34,6″ S, 26° 24′ 14,6″ O Lage in Südafrika: 24° 38′ 41″ S, 26° 24′ 20,8″ O   |
|                             | Tlokweng, Tlokweng Gate                     | R49       | Kopfontein, Kopfontein Gate           | regionaler Grenzübergang, 6–24 Uhr geöffnet | Lage in Botswana: 24° 42′ 18,6″ S, 26° 5′ 32,2″ O Lage in Südafrika: 24° 42′ 26,4″ S, 26° 5′ 42,7″ O   |
|                             | Ramotswa                                    |           | Swartkopfontein, Swartkopfontein Gate | regionaler Grenzübergang, 7–19 Uhr geöffnet (nach Google maps geschlossen) | Lage in Botswana: 24° 52′ 16,7″ S, 25° 52′ 50,1″ O Lage in Südafrika: 24° 52′ 26,6″ S, 25° 53′ 10,9″ O |
| A2 (Trans-Kalahari-Highway) | Pioneer Gate                                | N4        | Skilpadshek                           | modern ausgebauter Grenzübergang, internationale Frachtabfertigung und Kontrolle des Personenreiseverkehrs, 6–24 Uhr für Frachtabfertigung                                                                                         | Lage in Botswana: 25° 16′ 29,2″ S, 25° 42′ 45,3″ O Lage in Südafrika: 25° 16′ 39,7″ S, 25° 43′ 0,7″ O  |
| A1                          | Ramatlabama                                 | N18       | Ramatlabama                           | modern ausgebauter Grenzübergang, internationale Frachtabfertigung und Kontrolle des Personenreiseverkehrs, 6–22 Uhr für Frachtabfertigung                                                                                         | Lage in Botswana: 25° 38′ 19″ S, 25° 34′ 26,5″ O Lage in Südafrika: 25° 38′ 55,5″ S, 25° 34′ 32,3″ O   |
|                             | Phitshane Molopo, Pitsane Molopo            |           | Makgobistad                           | regionaler Grenzübergang, 7–16 Uhr geöffnet | Lage in Botswana: 25° 44′ 51,3″ S, 25° 6′ 24,4″ O Lage in Südafrika: 25° 45′ 0,5″ S, 25° 6′ 27″ O      |
|                             | Bray (Hereford)                             | R375      | Bray                                  | regionaler Grenzübergang, 8–16 Uhr geöffnet | Lage in Botswana: 25° 27′ 19,9″ S, 23° 42′ 46″ O Lage in Südafrika: 25° 27′ 25,8″ S, 23° 42′ 53″ O     |
| A20                         | Makopong                                    | R375      | Makopong                              | regionaler Grenzübergang, 8–16 Uhr geöffnet | Lage in Botswana: 25° 21′ 54,9″ S, 22° 58′ 21,5″ O Lage in Südafrika: 25° 21′ 55,1″ S, 22° 58′ 28,9″ O |
| A20                         | McCarthy’s Rust (Tshabong), McCarthy’s Rest | R380      | McCarthy’s Rest                       | regionaler Grenzübergang, 7.30–16.30 Uhr geöffnet | Lage in Botswana: 26° 11′ 48,8″ S, 22° 34′ 2,5″ O Lage in Südafrika: 26° 12′ 11,7″ S, 22° 34′ 9,4″ O   |
|                             | Middlepits, Middleputs                      |           | Middleputs                            | regionaler Grenzübergang, 7.30–16.30 Uhr geöffnet | Lage in Botswana: 26° 39′ 57,2″ S, 21° 53′ 11,1″ O Lage in Südafrika: 26° 40′ 31,4″ S, 21° 53′ 4,5″ O  |
|                             | Bokspits                                    | R360      | Gemsbok                               | regionaler Grenzübergang, 7.30–16.30 Uhr geöffnet | Lage in Botswana: 26° 53′ 30,1″ S, 20° 41′ 51,1″ O Lage in Südafrika: 26° 54′ 19,1″ S, 20° 41′ 25,5″ O |
|                             | Two Rivers                                  | R360      | Twee Rivieren                         | regionaler Grenzübergang, 8–16.30 Uhr geöffnet | Lage in Südafrika: 26° 28′ 31,3″ S, 20° 36′ 50,3″ O                                                    |

## Geschichte
Nach zweiwöchigen, anhaltenden Regenfällen führte der Limpopo im März 2014 starkes Hochwasser. In Folge dieses Wetterereignisses waren einige Brücken an den Grenzübergängen gefährdet, so dass der Grenzverkehr an den Stationen Platjan, Grobler’s Bridge, Zanzibar und Pontdrift unterbrochen werden musste. Der betroffene Verkehr musste auf weiter südlicher gelegene Übergänge ausweichen.

## Ereignisse
Der Luxuszug Pride of Africa fährt gelegentlich über Mahikeng, Gaborone, Mahalapye und Francistown nach Bulawayo im benachbarten Simbabwe und weiter zu den Victoriafällen.